# ジーザス・ジョーンズ
ジーザス・ジョーンズ（Jesus Jones）は、イギリス出身の音楽バンド。1988年結成、1989年にデビュー。デジタルロックの先駆者的存在であり、テクノ、ハウス、ヒップホップ、ロックをミキシングした革新的なサウンドを作り上げ、一世を風靡した。

## 概要
1988年春に、結成以前から共に音楽活動をしていたマイク・エドワーズと幼馴染みのジェンがデモ・テープを制作。ブリティッシュ制覇を成し遂たフード・レコードに送り、契約を果たした。その後メンバーを探し、同年11月にデビュー時のメンバーが揃う形となった。1989年2月にリリースしたシングル『インフォ・フリーコ』にてデビュー。
フロントマンのマイク・エドワーズの華麗なルックス、メンバーの過激な出で立ちにスケーター・ファッション、メッセージ性の強い皮肉を効かせた歌詞、ロックにハウスやテクノをふんだんに盛り込んだ斬新なサウンド、ポップなメロディが話題となった。1991年にリリースした『ダウト』は世界中で大ヒットし、100万枚以上のセールスを記録。グラミー賞にて Best Alternative Album にもノミネートされた。『ビルボード』誌のアルバム・チャートでは25位を記録。中でも同アルバムからのシングル "Right Here, Right Now" は1992年、『ビルボード』誌のポップ・チャートで2位、オルタナティヴ・チャートで1位を記録、および第34回グラミー賞の Best Pop Vocal  Performance by a Duo or Group にノミネートされた。
ところが、革新的サウンドを追究した3rdアルバム『パーヴァース』のセールスが伸び悩んだ辺りから、バンドは暗黒期に突入する。1980年代ポップスで多用されたデジタル・サウンドは、1990年代に入って以降は次第に時代から取り残され、イギリスではブリットポップと呼ばれるムーヴメントが主流になる。デジタル・サウンドとは対照的なシンプルなサウンドが受け入れられ、ジーザス・ジョーンズの音楽性は完全に忘れ去られてしまった。このアルバムは『ビルボード』誌のアルバム・チャートで59位、シングルの "The Devil You Know" は同オルタナティヴ・チャートで1位を記録した。
1990年代後半になって「デジタル・ロック」という流れがほそぼそと再浮上し始めた頃、ジーザス・ジョーンズは「元祖デジタルロック」と扱われることもあったが、再ブレークするまでには至らなかった。1998年にはドラムスのジェンが脱退、後任としてトニー・アーシーが加入する。
2014年、ドラムスのジェンがバンドに復帰し、オリジナルメンバーが結集した。2016年には翌年春に新アルバムをリリースする予定であることを発表し、それに向けたクラウドファンディングを展開した。2018年4月20日に17年ぶりの新アルバム「Passages」をリリース予定。
布袋寅泰はマイク・エドワーズと交流があり、お互いのライヴにゲスト出演したり、1994年には日本でジョイント・ツアーを敢行するなど親交が深かった。布袋は『パーヴァース』のライナーノーツも手掛けている。布袋のソロキャリア初期に於けるデジタルサウンドはジーザス･ジョーンズからの影響を多分に受けており、エドワーズも布袋モデルのテレキャスターを好んで使用している。4thアルバム『Already』、布袋のアルバム『GUITARHYTHM III』、『King & Queen』（イアン・ベイカーも参加）やシングル『ラストシーン』では共演も果たしている。

## ディスコグラフィ

### スタジオ・アルバム
- 『リキダイザー』 - Liquidizer（1990年）
- 『ダウト』 - Doubt（1991年）
- 『パーヴァース』 - Perverse（1993年）
- 『オールレディ』 - Already（1997年）
- 『ロンドン』 - London（2001年）
- Passages（2018年）

### コンピレーション・アルバム
- Scratched（1993年）
日本オリジナル盤。remix、シングルのカップリング曲等を集めたコンピレーションアルバム。
- The Greatest（1997年）
日本オリジナル盤。3rdアルバムまでのベスト盤。手抜きのアルバムを出されリーダーのマイク・エドワーズは苦言を呈していた。
- Never Enough - The Best of Jesus Jones（2002年）

ベスト盤。CD1枚の通常盤と、2枚組のLimited盤がリリース。
- The Collection（2011年）

CD2枚組のベスト盤。2枚目はアンリリースの曲を収録。発売当初は公式サイトのショップでのみでの発売だった。

### DVD
- Live at the Marquee（2003年）